# ریوی فوجیکی
ریوی فوجیکی (ژاپنی: 藤木 亮以؛ زادهٔ ۸ سپتامبر ۱۹۸۳) یک بازیکن فوتبال اهل ژاپن است.
از باشگاه‌هایی که در آن بازی کرده‌است می‌توان به باشگاه فوتبال کاوازاکی فرونتال و باشگاه فوتبال کاتالر تویاما اشاره کرد.